# こっちむいてラブ!
『こっちむいてラブ!』は、あさぎり夕による日本の漫画作品。
『なかよし』（講談社）にて1982年5月号から1983年12月号まで連載された。

## 書誌情報
- こっちむいてラブ！1 ISBN 4-06-108422-4 初版発行日 1982年4月5日
- こっちむいてラブ！2 ISBN 4-06-108438-0 初版発行日 1983年5月6日
- こっちむいてラブ！3 ISBN 4-06-108448-8 初版発行日 1983年10月6日
- こっちむいてラブ！4 ISBN 4-06-108458-5 初版発行日 1984年2月6日
  - Ａでクラクラ　とんでも騎士（ナイト）！(なかよしデラックス1981年7月号)/カリフォルニア　ブルー(なかよし1979年11月増刊号)